# Baywatch : Alerte à Malibu
Pour plus de détails, voir Fiche technique et Distribution.
Baywatch : Alerte à Malibu, ou Alerte à Malibu au Québec, (Baywatch) est un film américain réalisé par Seth Gordon, sorti en 2017. Il s'agit d'une adaptation cinématographique de la série télévisée Alerte à Malibu.

## Synopsis
Dans la baie d’Émeraude (Emerald Bay) en Floride, Mitch Buchannon et son équipe de sauveteurs, dont son adjointe Stephanie Holden et l'expérimentée C. J. Parker, apportent aide et assistance aux baigneurs en tant que membres d'une unité d'élite appelée Baywatch. Ayant accompli plus de 500 sauvetages dans sa carrière, Mitch est adulé de la communauté, popularité que jalouse le capitaine Thorpe, supérieur de Mitch, et le policier Garner Ellerbee. Pendant l'une de ses patrouilles matinales, Mitch découvre un sachet de drogue qui porte le nom du Huntley Club, un bar huppé dont la propriétaire est la femme d'affaires Victoria Leeds.
Malgré ses succès, Baywatch subit des compressions budgétaires. Dans le but de redorer le blason de l'équipe, le capitaine Thorpe oblige Buchannon à embaucher Matt Brody, une ancienne gloire de natation olympique. Lors d'épreuves de sélection de nouveaux sauveteurs, trois personnes se démarquent : la surfeuse Summer Quinn (une vieille amie de Holden), Ronnie (un nerd très attiré par C. J. Parker) et Matt Brody (connu pour avoir vomi lors d'une épreuve de natation et qui doit compléter un travail communautaire sur ordre de la cour). Summer et Ronnie se qualifient, alors que Brody refuse de participer, considérant que son passé olympique le dispense de passer les sélections. Même si Brody démontre son talent lors du sauvetage d'une femme et de ses deux enfants, Mitch refuse d'accepter Brody dans son équipe, mais Thorpe l'impose dans le but de redorer le blason de l'équipe.
Pendant sa formation sous la surveillance de Mitch, Brody montre clairement qu'il est attiré par Summer. L'équipe reçoit un appel de détresse d'un yacht en feu. Rendu sur les lieux, Mitch monte à bord du navire et lance à l'eau deux femmes, alors que Brody tente d'atteindre le yacht mais se retrouve prisonnier des flammes sous l'eau ; Stephanie, Summer et C. J. le sauvent de la noyade. Mitch découvre un homme mort sur le yacht et parvient à emporter son corps. Il s'agit d'un conseiller municipal que Leeds faisait chanter. Quand Mitch veut en savoir plus, Ellerbee intervient et exige qu'il cesse de s'occuper de l'affaire parce qu'il n'est pas un policier. L'équipe poursuit néanmoins son enquête, mais Brody refuse de poursuivre et se voit critiqué.
Lors d'une fête donnée par Leeds, Brody ne remplit pas la mission qui lui est assignée et préfère se saouler ; Mitch se venge en l'humiliant devant les invités. Le lendemain, Brody se rend chez Mitch pour lui demander une seconde chance. Mitch accepte et l'amène en mission à la morgue avec Summer dans le but de connaître la cause de la mort du conseiller municipal. Alors qu'ils analysent le corps du conseiller, ils doivent se cacher de deux tueurs envoyés par Leeds qui ont pour mission de falsifier le rapport d'autopsie, masquant ainsi leur meurtre. Le trio est découvert et se bat contre le duo. Pendant le combat, Mitch capture l'un des tueurs, mais le vrai rapport est détruit. Faute de preuve, Ellerbee relâche le tueur. En colère, Thorpe menace de renvoyer Mitch s'il outrepasse les bornes de son autorité.
Convaincus que Leeds dirige un réseau de trafic de drogue depuis son bar, Mitch et Brody se déguisent et se rendent à la cuisine du bar, où ils découvrent des employés retirant de la drogue de barils de poissons. Ils appellent Ellerbee pour lui demander d'intervenir, mais le policier les informe qu'un autre corps a été découvert sur la plage. Thorpe, outragé que Mitch n'était pas à son poste, le renvoie. Il nomme aussitôt Brody à la tête des sauveteurs, qui accepte avec réticence, étant donné que Thorpe l'a menacé de faire ressurgir son passé de délinquant s'il refusait. Le lendemain, Mitch occupe un poste de vendeur de téléphones cellulaires. Mais un jour, il reçoit la visite de son mentor Mitch (David Hasselhoff) lui demandant de ne pas oublier qui il est et de revenir à la baie d'Émeraude.
Après avoir trouvé un autre sachet de drogue sur la plage, Brody vole le rapport d'autopsie de la seconde victime et l'apporte à Summer, qui confirme qu'il a été assassiné. Ronnie, qui reconnaît l'homme comme son ami Dave, aide Brody à infiltrer le réseau informatique de Leeds, et découvre le projet de Leeds de privatiser la plage en achetant, de gré ou de force, toutes les propriétés la bordant.
Incapable de joindre Mitch, l'équipe se rend quand même à une fête privée sur le yacht de Leeds, où elle découvre que la femme d'affaires utilise le navire pour le trafic de drogue. Brody est capturé et enfermé dans une cage. Leeds affirme qu'il ne pourra pas s'échapper et lui avoue avoir corrompu le capitaine Thorpe dans le but de se débarrasser de Mitch. Prisonnier de la cage qui coule au fond de l'océan, Brody ne doit sa vie qu'à l'intervention de Mitch.
Les deux affrontent ensuite Leeds et ses deux tueurs qui attendent un hélicoptère pour s'enfuir. Ronnie et C. J. utilisent des feux d'artifice pour empêcher l'hélicoptère d'atterrir. Après avoir battu un tueur, Mitch reçoit une balle et tombe à l'eau. Brody éjecte l'autre assassin. Il confronte ensuite Leeds, qui vient d'éliminer le tueur vaincu par Mitch et qui le maintient en joue. Mitch réapparaît et tue Leeds à l'aide d'un mortier garni, avant de s'effondrer, expliquant qu'il s'est piqué avec une aiguille d'oursin pour augmenter son taux d'adrénaline. Ellerbee arrive, arrête Thorpe et s'excuse auprès de Mitch d'avoir douté de lui. Par la suite, Ronnie et Brody commencent une relation avec respectivement C. J. et Summer. Mitch accepte formellement les candidats Quinn, Ronnie et Brody dans l'équipe et leur présente le nouveau capitaine de Baywatch, Casey Jean.

## Fiche technique
Sauf indication contraire, les informations mentionnées dans cette section peuvent être confirmées par la base de données cinématographiques IMDb,  présente dans la section « Liens externes ».
- Titre original : Baywatch
- Titre français : Baywatch : Alerte à Malibu
- Titre québécois : Alerte à Malibu[1]
- Réalisation : Seth Gordon
- Scénario : Damian Shannon et Mark Swift, d'après une histoire de Jay Scherick, David Ronn, Thomas Lennon et Robert Ben Garant, d'après la série Alerte à Malibu créée par Michael Berk (en), Douglas Schwartz et Gregory J. Bonann (en)
- Direction artistique : Tom Frohling et Lisa Vasconcellos
- Décors : Shepherd Frankel
- Costumes : Dayna Pink
- Photographie : Eric Steelberg
- Son : Erik H. Magnus
- Montage : Peter S. Elliot
- Musique : Christopher Lennertz
- Production : Michael Berk, Gregory J. Bonann, Beau Flynn, Dany Garcia, Dwayne Johnson, Joe Medjuck (en), Tom Pollock, Ivan Reitman, Douglas Schwartz et Tripp Vinson
  - Coproduction : Hiram Garcia et Eli Roth
- Sociétés de production : Paramount Pictures, Seven Bucks Productions, The Montecito Picture Company, Flynn Picture Company et Uncharted
- Société de distribution : Paramount Pictures
- Budget : 69 000 000 $[2]
- Pays d'origine :  États-Unis
- Langue originale : anglais
- Format : couleur - 2,35:1 - son Dolby Atmos
- Genre : action, comédie
- Durée : 119 minutes
- Dates de sortie :
  - États-Unis : 25 mai 2017[3]
  - France : 21 juin 2017[4]

Classification :
- États-Unis : R - Restricted
- France : Tous Public avec avertissement mais déconseillé aux moins de 10 ans à la télévision (Canal+)

## Distribution
- Dwayne Johnson (VF : David Krüger ; VQ : Benoît Rousseau) : Mitch Buchannon
- Zac Efron (VF : Gauthier Battoue ; VQ : Nicolas Charbonneaux-Collombet) : Matt Brody
- Alexandra Daddario (VF : Ludivine Maffren ; VQ : Stéfanie Dolan) : Summer Quinn
- Priyanka Chopra (VF : Laëtitia Laburthe-Tolra ; VQ : Mélanie Laberge) : Victoria Leeds
- Kelly Rohrbach (VF : Juliette Allain ; VQ : Sarah-Jeanne Labrosse) : C. J. Parker
- Ilfenesh Hadera (VQ : Marie-Evelyne Lessard) : Stephanie Holden
- Jon Bass (en) (VF : Gabriel Bismuth-Bienaimé ; VQ : François-Simon Poirier) : Ronnie Greenbaum
- Hannibal Buress (VF : Diouc Koma ; VQ : Martin Desgagné) : Dave
- Yahya Abdul-Mateen II (VF : Rody Benghezala ; VQ : Fayolle Jean Jr.) : sergent Garner Ellerbee
- Rob Huebel (en) (VF : Stéphane Roux ; VQ : Yves Soutière) : capitaine Thorpe
- Clem Cheung : Murray Chen
- Belinda Peregrín Schüll : Carmen
- Jack Kesy : Leon
- Amin Joseph (en) : Frankie
- Brandon Larracuente (VF : Geoffrey Loval) : un skateboarder
- Izabel Goulart : Amber
- Charlotte McKinney : Julia
- Arian Foster : lui-même (caméo)
- Vernon Davis : lui-même (caméo)
- Simone Biles : elle-même (caméo)
- Seth Gordon : le pilote de l'hélicoptère (caméo)
- David Hasselhoff (VF : Jean-François Vlérick ; VQ : Daniel Picard) : Mitch, le Mentor (caméo)
- Pamela Anderson : capitaine Casey Jean (caméo)

 Sources et légende : version française (VF) sur RS Doublage, version québécoise (VQ) sur Doublage Québec

## Production

### Développement
Après des années à l'état de projet, le film est officialisé en octobre 2014 avec l'annonce de Dwayne Johnson dans le rôle principal,. Le 23 juillet 2015, Seth Gordon est annoncé à la réalisation. Johnson est également l'un des producteurs du film via la société Seven Bucks Productions. En août 2015, le catcheur révèle que Baywatch sera une comédie d'action classée R - Restricted. Le film sera dans le même style que ceux de la saga 21 Jump Street.

### Attribution des rôles

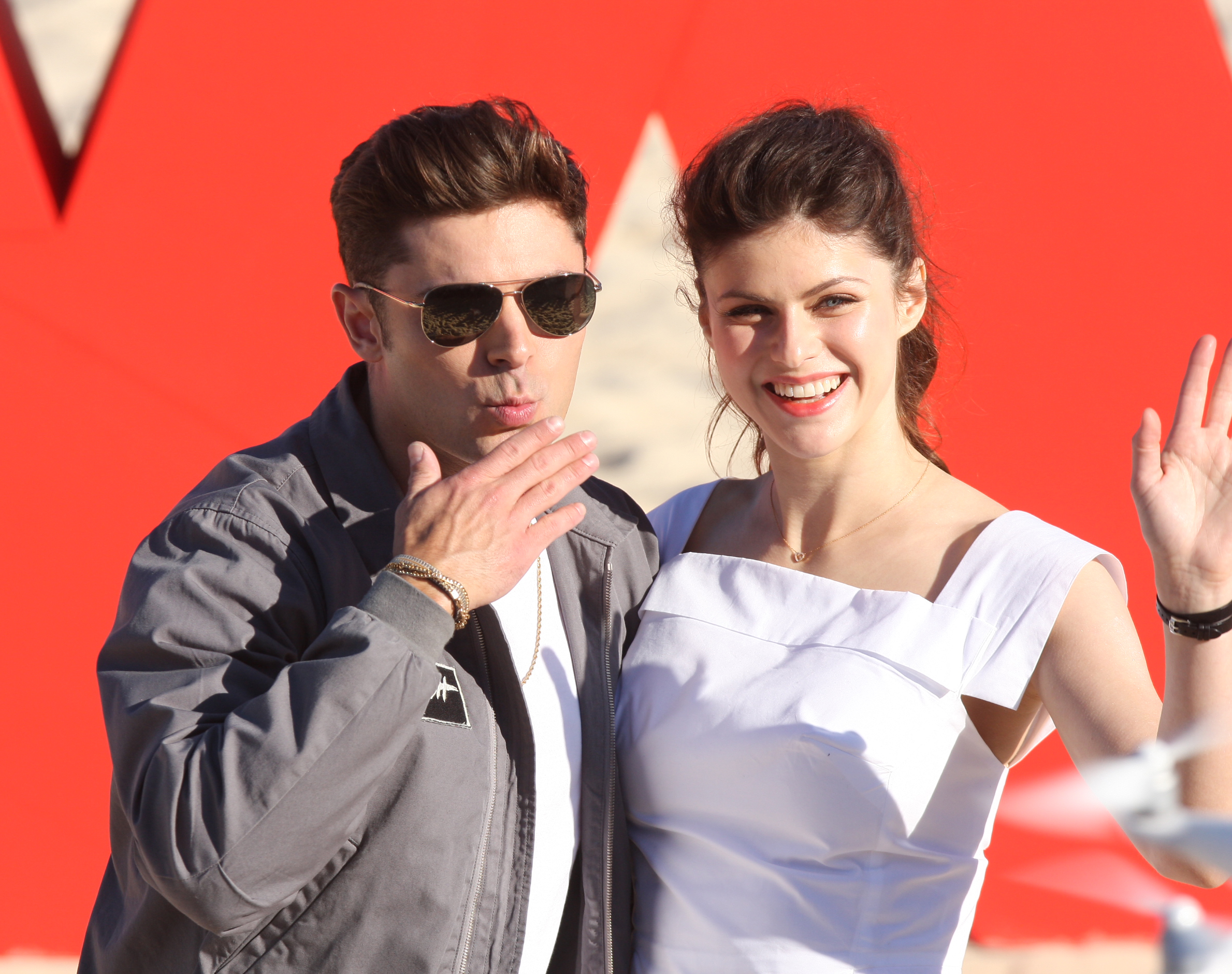
Les acteurs principaux Zac Efron et Alexandra Daddario à la première du film, à Los Angeles.

Dwayne Johnson étant déjà confirmé dans le rôle de Mitch Buchannon depuis l'officialisation du projet, il est rejoint par Zac Efron dans le rôle de Matt Brody, précédemment détenu par David Charvet dans la série, en août 2015. Le 9 novembre 2015, le site Deadline rapporte que sept actrices sont en lice afin d'obtenir le rôle principal féminin, dont Ashley Benson, Alexandra Daddario, Nina Dobrev, Alexandra Shipp, Shelley Hennig, Bianca A. Santos, et Denyse Tontz (en). Neuf jours plus tard, Dwayne Johnson confirme sur Instagram qu'Alexandra Daddario, avec qui il a déjà joué dans San Andreas, a obtenu le rôle de Summer Quinn, une surveillante de plage qui est amoureuse de Matt Brody, précédemment détenu par Nicole Eggert dans la série. La distribution des rôles se poursuit le 4 janvier 2016 avec l'annonce du mannequin Kelly Rohrbach dans le rôle de C.J. Parker auparavant détenu par Pamela Anderson dans la série. 16 jours après, Ilfenesh Hadera rejoint le casting en tant que Stephanie Holden, l'amour de Mitch Buchannon, role détenu par Alexandra Paul dans la série.
Par la suite, Jon Bass l'intègre pour un personnage nommé Ronnie qui est décrit comme drôle, maladroit et amoureux de C.J. Parker. Le 16 février 2016, Johnson met en ligne une vidéo qui confirme la participation de l'actrice indienne Priyanka Chopra dans le rôle d'une méchante nommée Victoria Leeds. Un mois après, deux ajouts aux casting sont annoncés : Yahya Abdul-Mateen II dans le rôle du policier Garner Ellerbee et Belinda Peregrín Schüll,. David Hasselhoff, qui interprétait à l'origine Mitch Buchannon, apparaîtra dans le film. Ils sont rejoints en mars 2016 par Jack Kesy, Amin Joseph (en), et le mannequin brésilien Izabel Goulart. Le 22 avril 2016, Johnson révèle que Pamela Anderson, qui interprétait C.J. Parker dans la série, apparaîtra dans le film.

### Tournage
Le tournage de Baywatch a débuté le 22 février 2016 à Deerfield Beach, en Floride, tandis que la série fut tournée à Malibu, en Californie. Par la suite, l'équipe de production s'est déplacée à Savannah de la mi-mars à la mi-avril 2016. Le tournage s'est également déroulé à Miami. Il s'est terminé le 20 mai 2016.

## Bande originale
La musique du film est composée par Christopher Lennertz. Island Records commercialise cependant un album des chansons non originales présentes dans le film.
| Liste des titres | Liste des titres         | Liste des titres                                   | Liste des titres | Liste des titres | Liste des titres | Liste des titres | Liste des titres | Liste des titres | Liste des titres |
| No               | Titre                    | Interprètes                                        | Durée            |                  |                  |                  |                  |                  |                  |
| ---------------- | ------------------------ | -------------------------------------------------- | ---------------- | ---------------- | ---------------- | ---------------- | ---------------- | ---------------- | ---------------- |
| 1.               | Hypnotize                | The Notorious B.I.G.                               | 3:50             |                  |                  |                  |                  |                  |                  |
| 2.               | No Lie                   | Sean Paul feat. Dua Lipa                           | 3:40             |                  |                  |                  |                  |                  |                  |
| 3.               | Everyday (Dirty Version) | A$AP Rocky feat. Rod Stewart, Miguel & Mark Ronson | 4:19             |                  |                  |                  |                  |                  |                  |
| 4.               | BagBak                   | Vince Staples                                      | 2:40             |                  |                  |                  |                  |                  |                  |
| 5.               | Legend Has It            | Run the Jewels                                     | 3:26             |                  |                  |                  |                  |                  |                  |
| 6.               | Go                       | The Chemical Brothers                              | 4:21             |                  |                  |                  |                  |                  |                  |
| 7.               | Doin' it Right           | STS & RJD2                                         | 3:47             |                  |                  |                  |                  |                  |                  |
| 8.               | Say You, Say Me          | Lionel Richie                                      | 4:00             |                  |                  |                  |                  |                  |                  |
| 9.               | Touch Down               | KSI feat. Stefflon Don                             | 2:47             |                  |                  |                  |                  |                  |                  |
| 10.              | Give It to Me Twice      | Party Favor feat. Sean Kingston & Rich The Kid     | 2:53             |                  |                  |                  |                  |                  |                  |
| 11.              | Panda (Luca Lush Remix)  | Desiigner                                          | 3:55             |                  |                  |                  |                  |                  |                  |
| 39:38            |                          |                                                    |                  |                  |                  |                  |                  |                  |                  |

Autres morceaux présents dans le film
- Burial (Yogi & Skrillex feat. Pusha T, Moody Good & TrollPhace)
- Delirious (Boneless) (Steve Aoki, Chris Lake & Tujamo feat. Kid Ink)
- Sicker Than Ya Average (The 2 of Diamonds)
- Rill Rill (Sleigh Bells)
- How Deep Is Your Love des Bee Gees
- Lie, Cheat, Steal et Run the Jewels (Run the Jewels)
- What You Waitin' For (Breyan Isaac)
- I'm Always Here (Theme from Baywatch) (Jimi Jamison)
- Here I Come (B-Real & Elvis Brown)
- Boom Freak (Party Favor)
- Roar (Katy Perry, ici reprise par Jon Bass)
- Mi Montuno (Los Dos)
- Wouldn't It Be Nice (The Beach Boys)
- Aire Libre (The Americanos)
- One Night (Helena Legend feat. Sade Serena)
- Oh Girl (The Chi-Lites)
- Easy (Commodores)
- Get Free (Major Lazer feat. Amber Coffman)
- Spider Run, Ven Ami, Round Of Applause et I Ree (With The Quickness)

## Accueil

### Sortie
En janvier 2016, Paramount Pictures place la sortie du film au 19 mai 2017, date qui était précédemment détenue pour la suite de Terminator Genisys. En décembre 2016, Paramount repousse la date de sortie d'une semaine au 26 mai 2017. En avril 2017, la sortie est avancée d'un jour afin d'éviter la concurrence avec Pirates des Caraïbes : La Vengeance de Salazar.

### Accueil critique
Sur le site d’agrégation de critiques Rotten Tomatoes, le film a un taux d’approbation de 17% basé sur 246 critiques, et une note moyenne de 4/10

### Box-office
Pour son premier jour d'exploitation, un jeudi, aux États-Unis et au Canada, Baywatch se place à la première place et rapporte 4,6 millions dans 3 647 cinémas, devant Les Gardiens de la Galaxie Vol. 2, sorti un mois plus tôt, avec 3,5 millions, et Alien: Covenant, sorti deux semaines plus tôt, avec 3,3 millions. Le film baisse à la troisième place avec 18,5 millions lors du premier week-end d'exploitation, derrière Les Gardiens de la Galaxie Vol. 2 avec 20,9 millions et Pirates des Caraïbes : La Vengeance de Salazar qui effectue 62,9 millions. Finalement, le film a rapporté 177 856 751 $ au box-office mondial, dont 58 060 186 $ en Amérique du Nord et 119 796 565 $ à l'international.
En France, également pour son premier jour d'exploitation, le film se positionne à la première place du classement avec 73 705 entrées dans 545 salles, devant Le Grand Méchant Renard et autres contes et ses 35 584 entrées. Dès sa première semaine, il reste à la première place avec 620 061 entrées. Au total, le film a cumulé 1 590 369 entrées.

## Distinctions

### Récompenses
- Teen Choice Awards 2017 : meilleur acteur dans une comédie pour Zac Efron[37]

### Nominations
- Teen Choice Awards 2017[37] :
  - Meilleur acteur dans une comédie pour Dwayne Johnson
  - Meilleure actrice dans une comédie pour Alexandra Daddario
  - Meilleure méchante pour Priyanka Chopra
  - Meilleur duo pour Zac Efron et Dwayne Johnson
- Razzie Awards 2018[38] :
  - Pire film
  - Pire acteur pour Zac Efron
  - Pire préquelle, remake, plagiat ou suite
  - Pire scénario

## Possible suite
À la mi-mai 2017, avant la sortie du film, le producteur Beau Flynn annonce avoir déjà une histoire pour une suite qui ramènera la même distribution et scénaristes.